# Eucereon fosteri
Eucereon fosteri là một loài bướm đêm thuộc phân họ Arctiinae, họ Erebidae.